# Pic de la Munia
Pic de la Munia – szczyt w Pirenejach. Leży na granicy Francji (departament Pireneje Wysokie) i Hiszpanii (prowincja Huesca, w regionie Aragonia). Usytuowany jest w Parku Narodowym Pirenejów. 
Pierwszego wejścia dokonali Victor Paget i Charles Packe w 1864 roku.